# 1853.
◄ | 18. stoljeće | 19. stoljeće | 20. stoljeće | ►
◄ | 1820-ih | 1830-ih | 1840-ih | 1850-ih | 1860-ih | 1870-ih | 1880-ih | ►
◄◄ | ◄ | 1850. | 1851. | 1852. | 1853. | 1854. | 1855. | 1856. | ► | ►►
Arhitektura • Astronomija • Biologija • Fotografija • Glazba • Kazalište • Kemija • Kiparstvo • Knjige • Književnost • Kršćanstvo • Meteorologija • Medicina • Politika • Pravo • Promet • Slikarstvo • Šport • Znanost • Željeznički promet

## Događaji
- Započeo Krimski rat

## Rođenja
- 1. siječnja – Karl von Einem, njemački general i vojni zapovjednik († 1934.)
- 9. siječnja – Henning von Holtzendorff, njemački admiral i vojni zapovjednik († 1919.)
- 13. siječnja – Julije Drohobeczky, hrvatski grkokatolički biskup, politički i kulturni djelatnik († 1934.)
- 24. siječnja – Paul Julius Möbius, njemački neurolog († 1907.)
- 28. siječnja – José Julian Marti, kubanski pjesnik († 1895.)
- 28. siječnja – Vladimir Solovjov,  ruski filozof i pjesnik († 1900.)
- 14. ožujka – Ferdinand Hodler, švicarski slikar
- 30. ožujka – Vincent van Gogh, nizozemski slikar († 1890.)
- 6. travnja – Dragutin Hirc, hrvatski prirodoslovac († 1921.)
- 1. lipnja – Julije Domac, hrvatski farmaceut i kemičar († 1928.)
- 5. srpnja – Cecil Rhodes, britanski političar († 1902.)
- 18. srpnja – Hendrik Antoon Lorentz, nizozemski fizičar († 1928.)
- 2. rujna – Wilhelm Ostwald, rusko-njemački kemičar († 1932.)
- 21. rujna – Milko Cepelić, hrvatski svećenik, skupljač, povjesničar i etnograf († 1920.)
- 16. rujna – Albrecht Kossel, njemački liječnik, nobelovac († 1927.)
- 20. rujna – Rama V., kralj Siama († 1910.)
- 26. prosinca – René Bazin, francuski pisac († 1932.)
- 2. studenoga – Emmerich Hádfy von Livno, austrougarski general i vojni zapovjednik († 1936.)
- Slavko Aranicki, hrvatski pravnik i političar († 1943.)
- Husni Numanagić, bosanskohercegovački teolog bošnjačkog podrijetla († 1931.)

## Smrti
- 17. ožujka – Christian Doppler, austrijski fizičar (* 1803.)
- 28. travnja – Ludwig Tieck, njemački književnik (* 1773.)
- 29. lipnja – Adrien-Henri de Jussieu – francuski botaničar (* 1797.)

## Vanjske poveznice
|  | Zajednički poslužitelj ima još gradiva o temi 1853. |